# Orvieto (Schiff)
Die Orvieto war ein 1909 in Dienst gestelltes Passagierschiff der britischen Reederei Orient Steam Navigation Company, das im Passagier- und Postverkehr von Großbritannien nach Australien eingesetzt wurde. 1930 wurde der Dampfer außer Dienst gestellt und im darauffolgenden Jahr in Schottland abgewrackt.

## Das Schiff
Das 12.133 BRT große Dampfschiff Orvieto wurde auf der Werft Workman, Clark & Company in Belfast gebaut und lief am 6. Juli 1909 vom Stapel. Das 163,17 Meter lange und 19,51 Meter breite Schiff hatte zwei Schornsteine, zwei Masten und zwei Propeller und wurde von Dampfmaschinen angetrieben, die eine Geschwindigkeit von 18 Knotern ermöglichten. Das Schiff war zur Beförderung von 235 Passagieren in der Ersten, 186 in der Zweiten und 696 in der Dritten Klasse ausgelegt.
Die Orvieto hatte fünf baugleiche Schwesterschiffe, die alle zwischen 1909 und 1911 in Dienst gestellt wurden: Die Otway (12.077 BRT), die Osterley (12.129 BRT), die Otranto (I) (12.077 BRT), die Orsova (I) (12.136 BRT) und die Orama (I) (12.927 BRT).
Nach der Übernahme am 6. November 1909 legte die Orvieto am 26. November 1909 in London zu ihrer Jungfernfahrt über Sues nach Melbourne und Sydney ab. Im Jahr 1913 war sie das erste Schiff der Orient Line, das an der neu eröffneten Anlegestelle New Farm Wharf in Brisbane anlegte. Aus diesem Anlass wurde auf dem Schiff ein Bankett veranstaltet, an dem unter anderem der Gouverneur von Queensland, Sir William MacGregor und der Premierminister von Queensland, Digby Denham, teilnahmen. Am 3. Juli 1914 legte die Orvieto unter dem Kommando von Kapitän P. N. Layton in Tilbury zu ihrer vorerst letzten Fahrt in Friedenszeiten ab. Als sie in Australien eintraf, war bereits der Erste Weltkrieg ausgebrochen.

## Kriegseinsatz
Das Schiff wurde umgehend von der australischen Commonwealth-Regierung übernommen. Im Trockendock in Sydney wurde der Dampfer während der folgenden zwei Monate in einen Truppentransporter umgewandelt und hatte bei seiner ersten Truppenfahrt nach Ägypten 91 Offiziere und 1347 Soldaten der Australian Imperial Force (AIF) an Bord. Die Orvieto fuhr in einem aus 36 Schiffen bestehenden Geleitzug, der von Schiffen der Royal Navy und von japanischen Zerstörern gesichert wurde, darunter die Melbourne und die Sydney. Am 15. November 1914 erreichte die Orvieto Colombo und nahm dort einige Besatzungsmitglieder des deutschen Kreuzers Emden auf, der kurz zuvor im Gefecht mit der Sydney gestrandet war. Unter den Deutschen, die in Kriegsgefangenschaft gerieten, waren der Kapitän der Emden¸ Karl von Müller, und der Torpedooffizier, Franz Joseph von Hohenzollern-Emden. Nachdem die Deutschen in Sues an Land gebracht worden waren, fuhr die Orvieto nach London weiter, wo sie im Januar 1915 eintraf.
Obwohl sie am 12. Februar 1915 wieder nach Australien in See stechen sollte, wurde die Orvieto von der britischen Admiralität für den Einsatz als Hilfskreuzer (Armed Merchant Cruiser) angefordert und in Millwall entsprechend umgebaut. Mit acht 6-Inch-Geschützen ausgestattet wurde sie am 8. März 1916 in Dienst gestellt. Das Kommando übernahm Kapitän H. Smyth von der Royal Navy. Am 21. März 1915 traf sie in Scapa Flow, ein wo sie die folgenden zwei Monate blieb. Am 8. Juni legte sie nach Immingham ab, wo sie in den kommenden zehn Monaten als Minenleger stationiert war und zwischen Sheerness und Rosyth eingesetzt wurde. Am 18. Februar 1916 wurde die Orvieto durch eine Kollision mit dem schwedischen Schiff Abiska leicht beschädigt. 12 Tage später lief sie bei Sheerness auf Grund. Am 24. April 1916 kamen ihre Geschütze bei einem feindlichen Luftangriff erstmals zum Einsatz.
Ende Juli 1916 wurde die Orvieto aus diesem Dienst entlassen und der Northern Patrol zugeteilt. In den folgenden sechs Monaten fing sie über 30 Handelsschiffe fremder Nationen ab und schickte sie in nördliche Häfen, um durchsucht zu werden. Am 28. Februar 1917 kollidierte sie bei Mainland mit einem Fischkutter, dessen Schornstein und Masten durch die Wucht des Zusammenstoßes abbrachen. Im Juli und August 1917 wurde die Orvieto in Hebburn generalüberholt und dann wieder der Northern Patrol mit Stützpunkt Liverpool überstellt. Im Januar 1918 wurde das Schiff am Queen’s Dock in Liverpool erneut modernisiert. Während dieser Zeit kam es an Bord des Schiffs wiederholt zu kleineren Bränden. Den Rest des Kriegs verbrachte die Orvieto als Geleitschiff auf der Transatlantikroute. Im Herbst 1918 besichtigte Arthur of Connaught das Schiff im Beisein des japanischen Botschafters.

## Nach dem Krieg
Am 1. November 1919 nahm sie ihren regulären Passagierverkehr von London nach Sydney und Brisbane wieder auf, den sie elf weitere Jahre ohne größere Zwischenfälle beibehielt. Am 30. August 1930 legte sie zu ihrer letzten Fahrt ab und wurde anschließend zum Abbruch verkauft. Am 3. April 1931 traf sie in Bo’ness (Schottland) ein, wo sie verschrottet wurde.